# Ceropegia bulbosa
Ceropegia bulbosa là một loài thực vật có hoa trong họ La bố ma. Loài này được Roxb. mô tả khoa học đầu tiên năm 1795.

## Hình ảnh

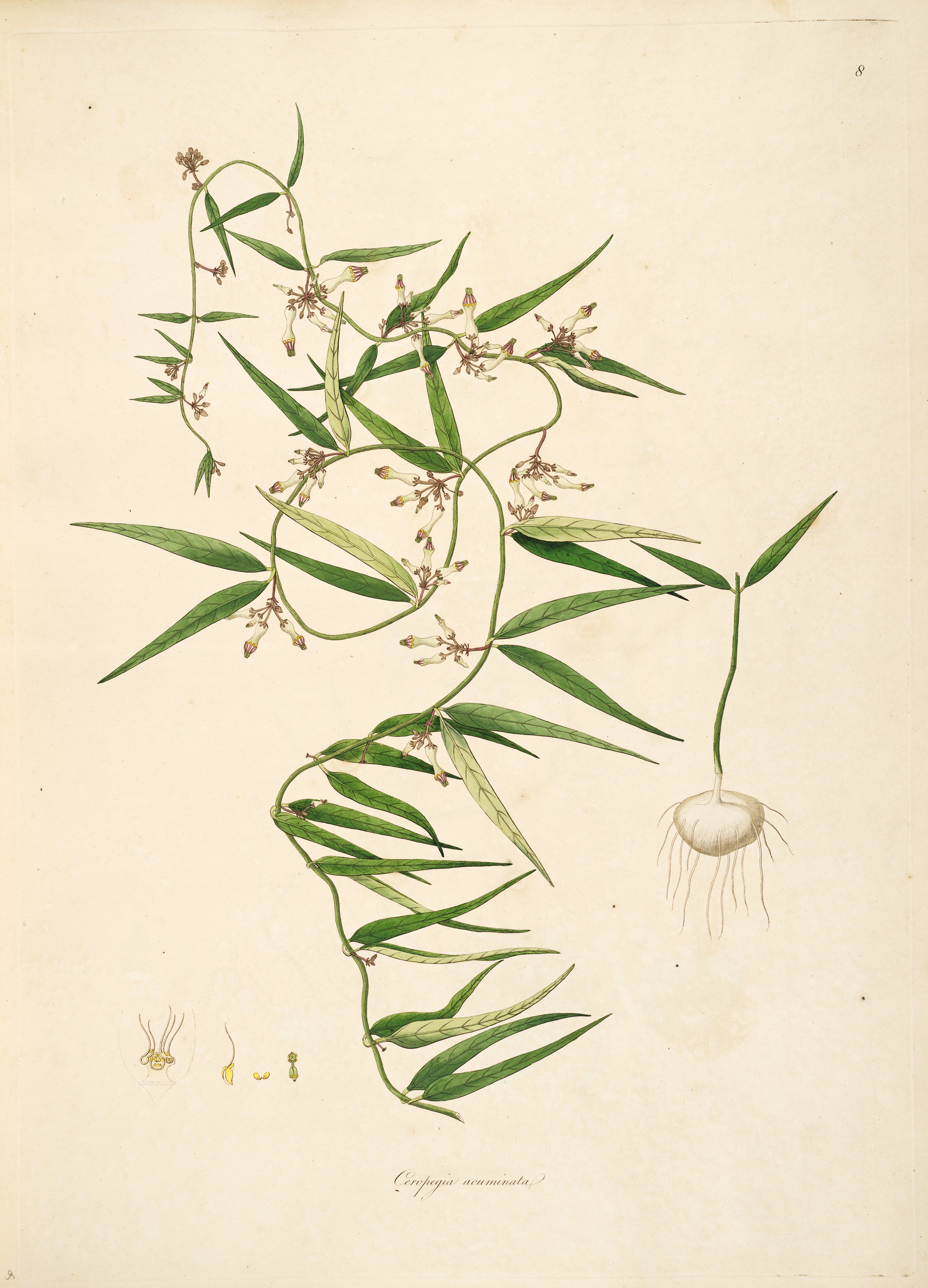
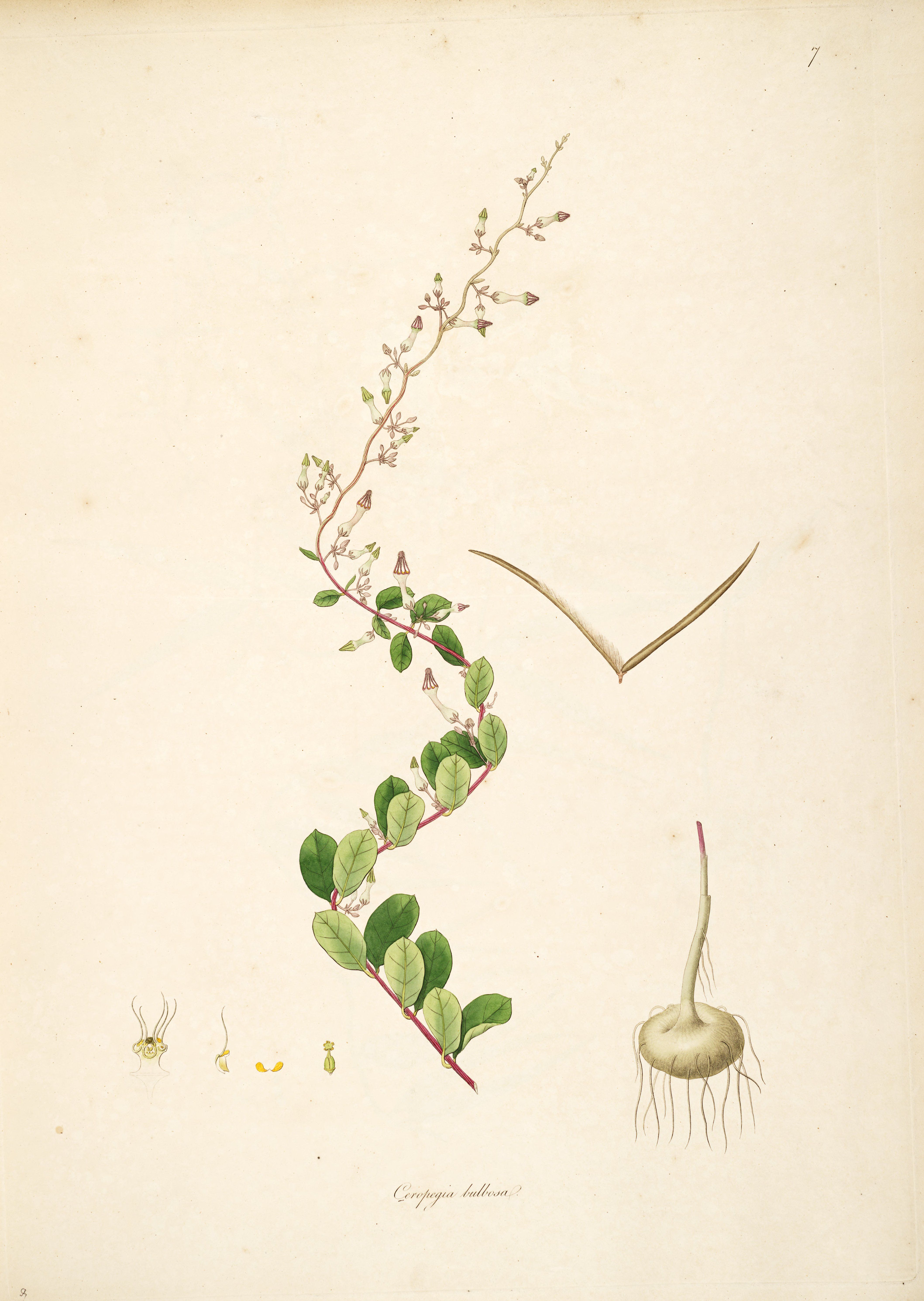